# Miagrammopes paraorientalis
Miagrammopes paraorientalis är en spindelart som beskrevs av Dong, Zhu och Yoshida 2005. Miagrammopes paraorientalis ingår i släktet Miagrammopes och familjen krusnätsspindlar. Inga underarter finns listade i Catalogue of Life.